# إريك أندروود
اريك أندروود (بالإنجليزية: Eric Underwood)‏ هو عالم أسترالي، ولد في 7 سبتمبر 1905، وتوفي في 19 أغسطس 1980.